# Abraeomorphus besucheti
Abraeomorphus besucheti är en skalbaggsart som beskrevs av Miłosz A. Mazur 1977. Abraeomorphus besucheti ingår i släktet Abraeomorphus och familjen stumpbaggar. Inga underarter finns listade i Catalogue of Life.